# Aerotec Uirapuru
Pour les articles homonymes, voir Uirapuru.
 (août 2012).
Si vous disposez d'ouvrages ou d'articles de référence ou si vous connaissez des sites web de qualité traitant du thème abordé ici, merci de compléter l'article en donnant les références utiles à sa vérifiabilité et en les liant à la section « Notes et références ».
L'Aerotec A-122 Uirapuru est un avion d’entraînement élémentaire militaire brésilien.

## Origine
Développé pour remplacer les vieux Fokker S-11 et S.12 (en) de l’Académie de l’air brésilienne, ce biplace côte à côte, monoplan à aile basse cantilever et train tricycle fixe, a effectué son premier vol le 2 juin 1965 avec un moteur Avco-Lycoming O-235-C1 de 108 ch.

## Versions
- Aerotec A-122A : 30 appareils à moteur Lycoming O-320A de 150 ch furent commandés en octobre 1967 par l’armée de l’air brésilienne, les livraisons débutant en 1969. Plusieurs accidents ayant eu lieu durant des exercices de sortie de vrille. Un instructeur ayant survécu à un accident de ce type, on découvrit le manque d’efficacité des commandes, problème corrigé en ajoutant une quille sous le fuselage. Deux commandes supplémentaires portèrent à 76 le nombre de T-23 (désignation dans la FAB) livrés à l’armée brésilienne. 18 appareils furent également vendus à la Bolivie et 8 au Paraguay.
- Aerotec A-122C : 30 exemplaires ont été vendus sur le marché civil brésilien, reconnaissables à une verrière redessinée. Également désigné T-23C.
- Aerotec A-132 Tangará : À la fin des années 1970 la FAB demanda à Aerotec de développer un nouvel appareil d’entraînement dérivé du T-23, les besoins estimés étant de 100 appareils. Désigné initialement Uirapuru II, le nouveau biplace était plus gros, avec un moteur plus puissant et un fuselage largement redessiné. Le prototype A-132A prit l’air le 27 mars 1981, mais entretemps l’armée de l’air brésilienne avait décidé de n’utiliser que des biplaces en tandem pour l’entraînement de début. Le développement du T-23B (désignation militaire) fut donc abandonné, tout comme celui d’une version civile A-132B à moteur moins puissant, et le prototype cédé en 1990 à l’Institut technique de la FAB. Utilisé pour des essais divers, il fut cédé en 2004 à l’Aéro-club de São José dos Campos, remotorisé avec un moteur 200 ch prélevé sur un Socata Diplomate. En 1986 la Bolivie a commandé 6 A-132A.

## Utilisateurs militaires
- Bolivie : 18 appareils commandés en 1974 par la Bolivie et utilisés par le Collège d’aviation militaire d’El Trompillo jusqu’en 1997. En 1986 la Bolivie a également commandé 6 A-132A, utilisés par l’École de pilotage de Santa Cruz jusqu’en 1992.
- Brésil : Désigné T-23 par la Força Aérea Brasileira, 76 appareils [T-23 0940/0999 et 1730/1745] utilisés de 1970 à 1984.
- Paraguay : 8 exemplaires commandés en 1975 par le Paraguay, auxquels s’ajouteront 6 appareils des surplus brésiliens en 1996, toujours en service en 2007 dans l’académie de l’air de Nhu-Guazu.

## Accidents et incidents mortels
| Date              | Lieu                | Type  | Numéro de série Immatriculation | Opérateur                  | Nombre de victimes |
| ----------------- | ------------------- | ----- | ------------------------------- | -------------------------- | ------------------ |
| 1er novembre 1968 | São José dos Campos | T-23A | 006 (0942)                      | Force aérienne brésilienne | 1 mort             |
| 3 juillet 1973    | Parnamirim          | T-23A | 038 (0974)                      | Force aérienne brésilienne | 2 morts            |

### Développement lié
- Aerotec A-132 Tangará (en)